# Protesto por novo júri
O protesto por novo júri era um recurso processual penal privativo da defesa, que era previsto nos revogados artigos 607 e 608 do Código de Processo Penal Brasileiro, que implicava na realização de novo julgamento quando a sentença condenatória proferida pelo juri fosse de reclusão por tempo igual ou superior a 20 anos.Segundo o texto revogado, o referido recurso somente era admitido, uma única vez, sendo o seu prazo de interposição de 5 (cinco) dias.
Quando o réu, pela mesma sentença, tivesse sido condenado por outro crime, em que não caberia o protesto por novo júri, poderia ser interposto o recurso de apelação, porém este ficaria suspenso, até a nova decisão provocada pelo protesto, no qual envolveria-se a suspensão das razões e contra razões.

## Jurisprudência do Superior Tribunal de Justiça
O Superior Tribunal de Justiça produziu farta jurisprudência sobre a matéria, dentre as quais é importante citar: 
- o requisito objetivo de pena igual ou superior a 20 anos era válido somente para um único crime doloso contra a vida ou crime continuado, não permitindo a soma de várias penas para atingir este limite temporal[2].
- O § 1.º do revogado art. 607 do Código de Processo Penal não admitia o protesto por novo júri, quando a pena fosse imposta em grau de apelação, mas a norma foi revogada pela Lei n.º 263, de 23/02/1948, sendo, pois, possível a interposição de protesto por novo júri a partir de nova pena fixada em sede de apelação ou de revisão criminal[3].

## Direito intertemporal
O Superior Tribunal de Justiça analisou a questão do momento de aplicabilidade da Lei nº 11.689/08, que extinguiu o Protesto por Novo Júri, tendo concluido que "as disposições da Lei n. 11.689/08 têm aplicabilidade imediata, alcançado as sentenças condenatórias proferidas após a sua entrada em vigência ainda que referentes a fatos anteriores à sua edição". Dessa forma, somente "têm direito ao protesto por novo júri aqueles cujas sentenças foram publicadas antes da entrada em vigor do mencionado diploma normativo".